# Denis Ménochet

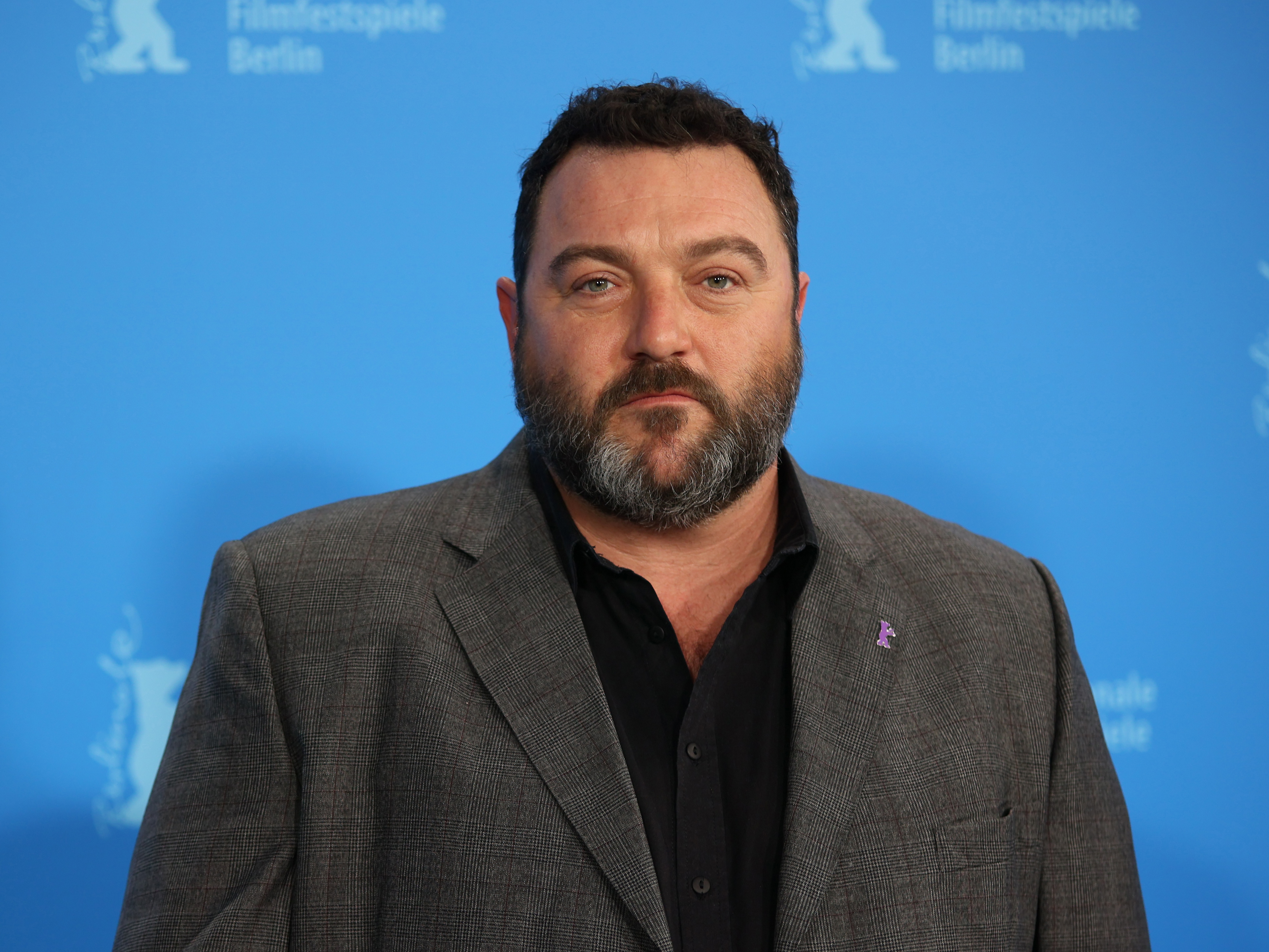
Denis Ménochet bei der Premiere des Films Peter von Kant im Februar 2022 bei der Berlinale

Denis Ménochet (* 18. September 1976 in Enghien-les-Bains) ist ein französischer Schauspieler.

## Leben
Denis Ménochet wuchs als Sohn eines international tätigen Ingenieurs in unterschiedlichen Ländern auf. 
Nach kleinen Rollen in diversen internationalen Produktionen wie dem Thriller Hannibal Rising – Wie alles begann aus dem Jahr 2007 fand  
Ménochet im Jahr 2009 international Beachtung in Quentin Tarantinos Film Inglourious Basterds.
In der Rolle des Perrier LaPadite hatte er einen 15-minütigen Auftritt zusammen mit dem späteren Oscargewinner Christoph Waltz.
Für diese Darstellung erhielt Ménochet gemeinsam mit den anderen Akteuren des Films den Screen Actors Guild Award.
Fortan ist Ménochet ein international gefragter Darsteller, der seine Rollen sowohl in französischer als auch in englischer Sprache spricht.
Er arbeitete mit Regisseuren wie Francois Ozon, Stephen Frears, Wes  Anderson und Ridley  Scott. 
Zu seinen Filmpartnerinnen zählen Jodie Foster, Isabelle Adjani, Diane Kruger und Hanna Schygulla.

## Filmografie (Auswahl)
- 2004: Autumn
- 2004: Mot compte double
- 2005: La moustache
- 2005: Foon
- 2007: Mélodie de la dernière pluie
- 2007: Hannibal Rising – Wie alles begann (Hannibal Rising)
- 2007: La vie en rose
- 2007: Ma place au soleil
- 2007: Zimmer 401 – Rückkehr aus der Vergangenheit (La disparue de Deauville)
- 2008: La très très grande entreprise
- 2008: Julie Lescaut (Fernsehserie, 1 Folge)
- 2009: Emma & Marie – Je te mangerais
- 2009: Inglourious Basterds
- 2010: Die Kinder von Paris (La rafle)
- 2010: Joseph et la fille
- 2010: Robin Hood
- 2010: Barfuß auf Nacktschnecken (Pieds nus sur les limaces)
- 2010:	Mord im Orient-Express (Murder on the Orient Express)
- 2011: Les Adoptés
- 2011: Familientreffen mit Hindernissen (Le skylab)
- 2011: Special Forces (Forces spéciales)
- 2012: In ihrem Haus (Dans la maison)
- 2013: Avant que de tout perdre (Kurzfilm)
- 2013: Grand Central
- 2013: Eyjafjallajökull – Der unaussprechliche Vulkanfilm (Eyjafjallajökull)
- 2015: The Program – Um jeden Preis (The Program)
- 2016: Die Tänzerin (La danseuse)
- 2016: Assassin’s Creed
- 2017: Nach dem Urteil (Jusqu’à la garde)
- 2018: 7 Tage in Entebbe (7 Days in Entebbe)
- 2018: Maria Magdalena (Mary Magdalene)
- 2018: Gelobt sei Gott (Grâce à Dieu)
- 2018: Vidocq – Herrscher der Unterwelt ( L’Empereur de Paris)
- 2019: Die Verschwundene (Seules les bêtes)
- 2021: The French Dispatch
- 2022: Peter von Kant
- 2022: Wie wilde Tiere (As bestas)
- 2022: Chien blanc
- 2022: Les Survivants
- 2023: Beau Is Afraid
- 2024: Rumours

## Auszeichnungen
- 2010: Central Ohio Film Critics Association: Best Ensemble als Mitglied des Ensembles von Inglourious Basterds
- 2010: Screen Actors Guild Award: Outstanding Performance by a Cast in a Motion Picture als Mitglied des Ensembles von Inglourious Basterds
- 2012: Prix Lumière: Bester Nachwuchsdarsteller für die Rolle des Alex in Les Adoptés
- 2023: Goya: Bester Hauptdarsteller für die Rolle des Antoine Denis in As bestas